# Den zamyšlení

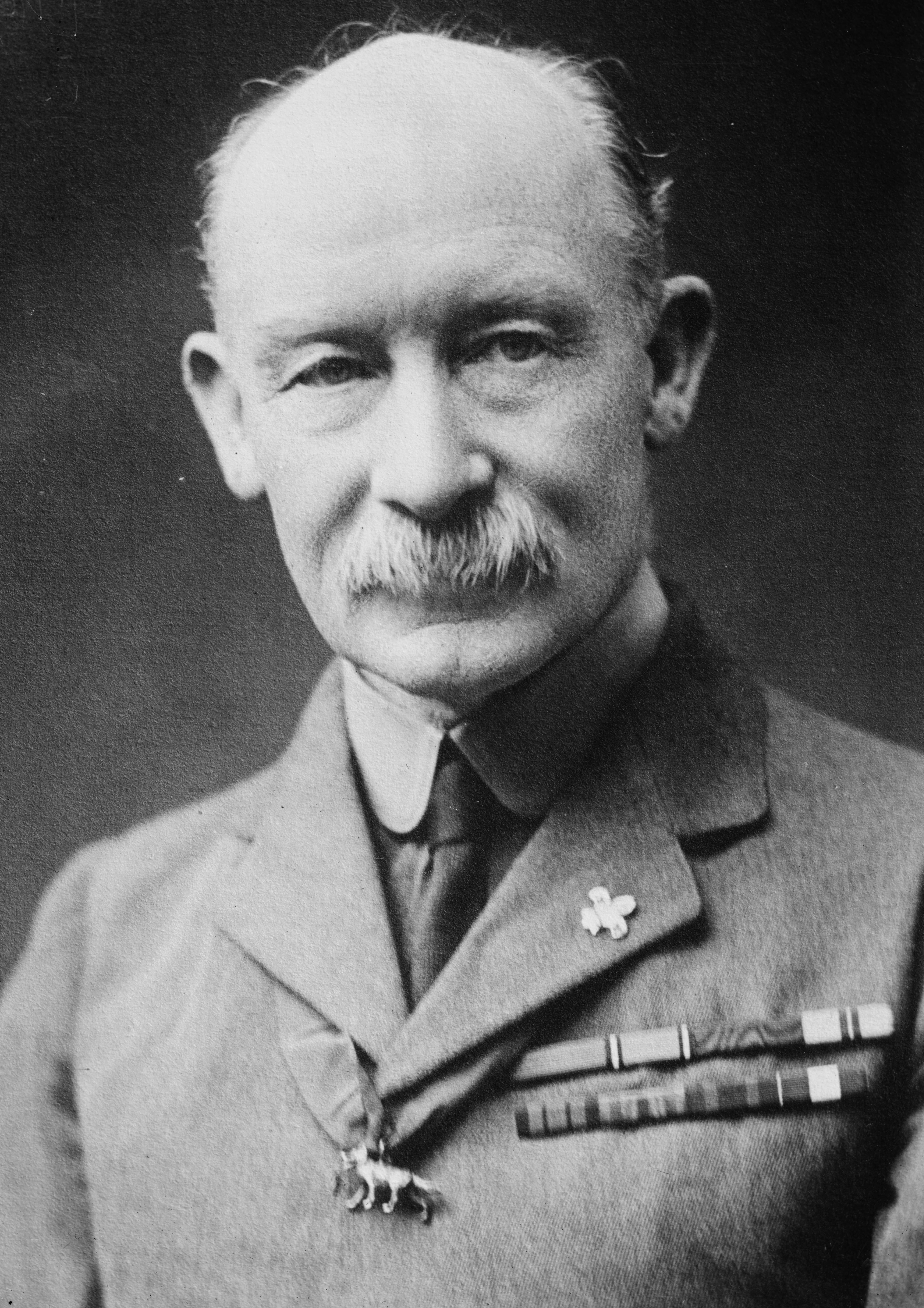
Sir Robert Baden-Powell

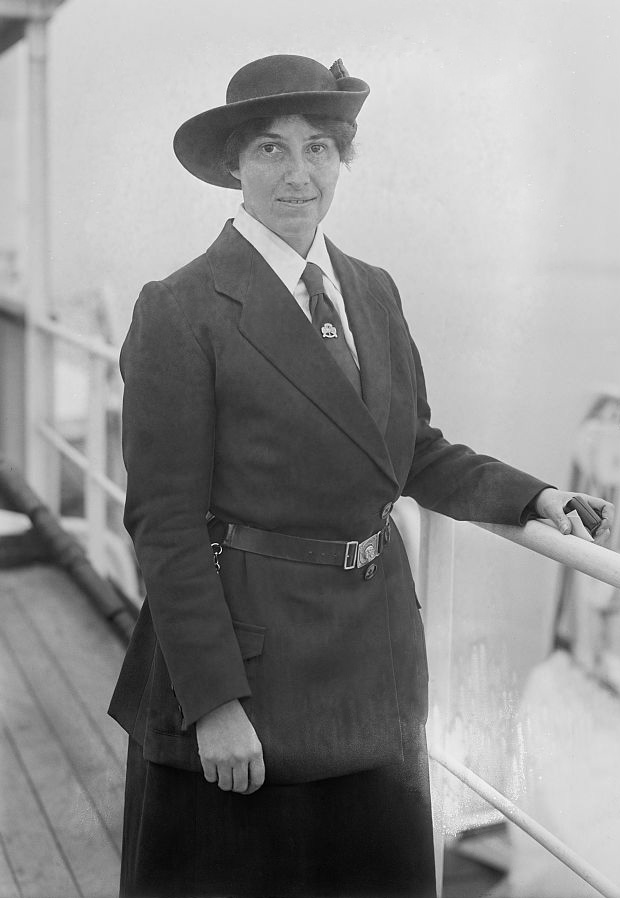
Lady Olave Baden-Powellová

Den zamyšlení (anglicky Thinking day, česky dříve také Vzpomínkový den či Den sesterství) je mezinárodní svátek přátelství, který slaví skautky a skauti celého světa 22. února.
Toho dne skauti ve všech zemích světa přemýšlejí o sobě, o svých „sestrách“ a „bratřích“, vzájemně si přejí, organizují různé hry v terénu nebo se setkávají u ohňů. Některé skautské organizace tento den využívají ke sbírce peněz na nějaký charitativní účel, např. pro nemocnici či dětský domov v místě svého působiště. Svátek má skautům připomínat, že je jich na celém světě hodně a že všichni jsou si bratry a sestrami bez ohledu na barvu kůže, národnost či věk.

## Historie
V květnu 1926 na 4. mezinárodní konferenci skautek, jejímž tématem byl „Svět“, navrhla zástupkyně Francie, aby byl určen jeden den v roce, kdy na sebe budou moci všechny skautky myslet. 22. únor byl vybrán, protože toho dne se narodili zakladatelé skautingu, sir Robert Baden-Powell (22. února 1857) a jeho žena Olave Baden-Powell (22. února 1889).
V Praze se první oslava 22. února konala už v roce 1927 pod názvem „Vzpomínkový den“. Později byly oslavy přejmenovány na „Den sesterství“. Dnes se užívá přesnější název, který zahrnuje i skauty mužského pohlaví: „Den zamyšlení“.